# Le Pian-Médoc
Le Pian-Médoc ist eine französische Gemeinde mit 7.198 Einwohnern (Stand: 1. Januar 2022) im Département Gironde in der Region Nouvelle-Aquitaine. Die Gemeinde liegt im Arrondissement Bordeaux und dort im Kanton Les Portes du Médoc. Die Einwohner heißen Pianais.

## Geographie
Le Pian-Médoc liegt nördlich von Bordeaux in der Landschaft Médoc. Hier fließen der Jalle de Ludon und der Belle de l’Artigue nach Osten zur Garonne. Das Gemeindegebiet gehört zum Regionalen Naturpark Médoc.
Nachbargemeinden sind im Norden Macau, im Nordosten Ludon-Médoc, im Osten Parempuyre, im Südosten Blanquefort, im Süden Le Taillan-Médoc, im Westen Saint-Aubin-de-Médoc und im Nordwesten Arsac.
Le Pian-Médoc liegt im Weinbaugebiet Haut-Médoc. 

## Bevölkerung
| Jahr      | 1962 | 1968  | 1975  | 1982  | 1990  | 1999  | 2006  | 2017  |
| --------- | ---- | ----- | ----- | ----- | ----- | ----- | ----- | ----- |
| Einwohner | 967  | 1.144 | 1.948 | 3.481 | 5.078 | 5.373 | 5.268 | 6.649 |

## Sehenswürdigkeiten

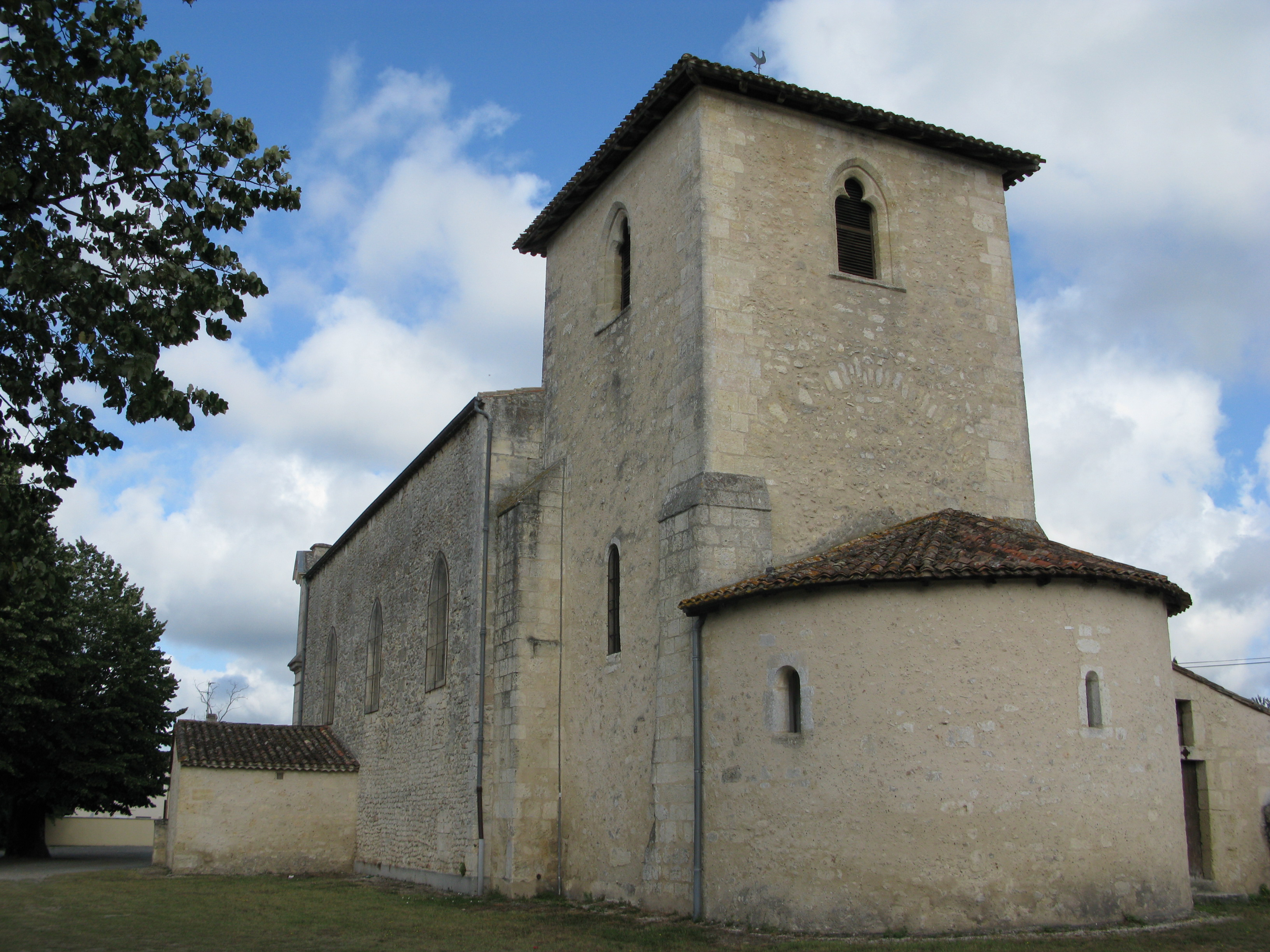
Kirche Saint-Seurin

- Kirche Saint-Seurin